# Амберд (село)
Амберд (арм. Ամբերդ) — село в Армавирской области Армении.

## География
Село расположено в северо-восточной части марза, на правом берегу реки Касах, на расстоянии 26 километров к северо-востоку от города Армавир, административного центра области. Абсолютная высота — 947 метров над уровнем моря.
Климат
Климат характеризуется как семиаридный (BSk в классификации климатов Кёппена). Среднегодовая температура воздуха составляет 11,6 °C. Средняя температура самого холодного месяца (января) составляет −3,2 °С, самого жаркого месяца (июля) — 24,7 °С. Расчётная многолетняя норма атмосферных осадков — 319 мм. Наибольшее количество осадков выпадает в мае (55 мм).

## Население
| Год переписи | Население          | Население          | Население          | Население            | Население            | Население            |
| Год переписи | Наличное население | Наличное население | Наличное население | Постоянное население | Постоянное население | Постоянное население |
| Год переписи | Всего              | Мужчины            | Женщины            | Всего                | Мужчины              | Женщины              |
| ------------ | ------------------ | ------------------ | ------------------ | -------------------- | -------------------- | -------------------- |
| 2001         | 1276               | 630                | 646                | 1363                 | 680                  | 683                  |
| 2011         | 1278               | 604                | 674                | 1412                 | 682                  | 730                  |

| Год  | Численность | Численность |
| ---- | ----------- | ----------- |
| 1831 | 176         | [ 8 ]       |
| 1873 | 391         | [ 9 ]       |
| 1897 | 682         | [ 8 ]       |
| 1926 | 685         | [ 8 ]       |
| 1939 | 768         | [ 8 ]       |
| 1959 | 984         | [ 8 ]       |
| 1970 | 1019        | [ 8 ]       |
| 1989 | 1268        | [ 10 ]      |
| 2001 | 1363        | [ 8 ]       |
| 2011 | 1412        | [ 11 ]      |